# Trường Đại học Sư phạm Hà Nội
Trường Đại học Sư phạm Hà Nội (tiếng Anh: Hanoi National University of Education - viết tắt: ĐHSPHN hay HNUE) là một trường đại học công lập tại Việt Nam. Được thành lập vào năm 1951, là trường đại học thứ tư tại Việt Nam được thành lập (sau Trường Đại học Y Hà Nội - 1902, Đại học Quốc gia Hà Nội - 1906 và Trường Đại học Mỹ thuật Việt Nam - 1925), trường Đại học Sư phạm Hà Nội là một trong những cơ sở giáo dục đại học lớn nhất tại Việt Nam. Trường Đại học Sư phạm Hà Nội có một trường trung học phổ thông trực thuộc là Trường Trung học phổ thông chuyên, Trường Đại học Sư phạm Hà Nội dành cho các học sinh chuyên trên toàn quốc. 
Trường vốn là một ban trực thuộc của Ban Đại học Văn khoa theo sắc lệnh của Chủ tịch Hồ Chí Minh, với mục đích đào tạo các giáo viên cho các cấp học trên toàn quốc. Năm 1951, trường chính thức được tách riêng với tên gọi Đại học Sư phạm Khoa học, với hiệu trưởng đầu tiên là Giáo sư Lê Văn Thiêm. Năm 1994, cùng với Trường Đại học Tổng hợp Hà Nội và Trường Đại học Sư phạm Ngoại ngữ Hà Nội, ba trường cùng được sắp xếp và trở thành những trường trực thuộc đầu tiên của Đại học Quốc gia Hà Nội mới được thành lập. Tuy nhiên, vào năm 1999, Trường được tách ra khỏi Đại học Quốc gia Hà Nội, và chính thức mang tên gọi như ngày nay.
Năm 2008, Trường Đại học Sư phạm Hà Nội là chủ nhà của Olympic Vật lý Quốc tế lần thứ 39.

## Lịch sử
Trường Đại học Sư phạm Hà Nội được thành lập ngày 11 tháng 10 năm 1951 theo Nghị định 276 của Bộ Quốc gia Giáo dục Việt Nam. Ngày 10 tháng 12 năm 1993 theo Nghị định 97/CP của Chính phủ, Trường Đại học Sư phạm Hà Nội I là một trường thành viên thuộc Đại học Quốc gia Hà Nội. Theo Quyết định 201/QĐTTg ngày 12 tháng 10 năm 1999 của Thủ tướng Chính phủ, Trường Đại học Sư phạm tách khỏi Đại học Quốc gia Hà Nội thành Trường Đại học Sư phạm Hà Nội. Trường có cơ sở 2 đặt tại tỉnh Hà Nam (trên cơ sở sáp nhập Trường Cao đẳng Sư phạm Hà Nam) vào ngày 30 tháng 12 năm 2015.
Các tên gọi cũ:
- Trường Sư Phạm cao cấp
- Trường Đại học Sư phạm Hà Nội 1[2]
- Trường Đại học Sư phạm - Đại học Quốc gia Hà Nội

## Ban Giám hiệu đương nhiệm
- Hiệu trưởng: PGS.TS Nguyễn Đức Sơn
- Phó Hiệu trưởng: PGS.TS Nguyễn Văn Trào
- Phó Hiệu trưởng: PGS.TS Kiều Văn Hoan

## Nhân sự

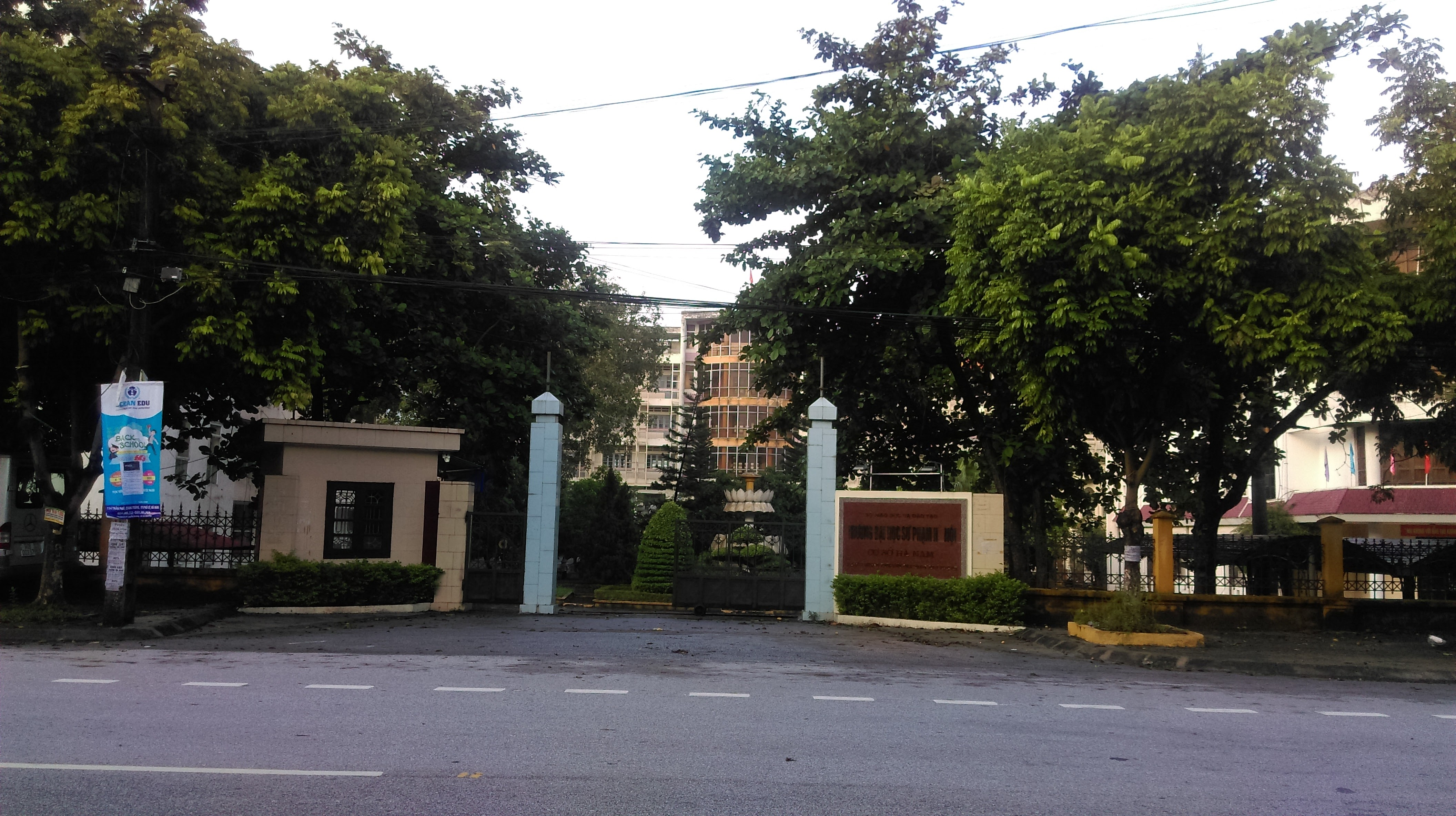
Trường Đại học Sư phạm Hà Nội - phân hiệu Hà Nam

Tổng số cán bộ quản lý, giảng viên và nhân viên là 1.227 (807 giảng viên trong đó có 609 giảng viên biên chế, 70 giảng viên hợp đồng dài hạn, 362 nữ giảng viên), trong đó có:
- 24 Giáo sư
- 126 Phó Giáo sư
- 227 Tiến sĩ khoa học và Tiến sĩ
- 177 Thạc sĩ
- 19 Nhà giáo Nhân dân và 74 Nhà giáo Ưu tú;

Cơ sở vật chất, kỹ thuật: Giảng đường có tổng diện tích là 19.760 m² và 181 phòng; phòng máy tính có tổng diện tích là 2.812 m² và 36 phòng; thư viện có tổng diện tích là 6.334 m² và 31 phòng; phòng thí nghiệm có tổng diện tích là 2.545 m² và 38 phòng.

## Cơ cấu tổ chức
Hiện nay, Trường Đại học Sư phạm Hà Nội gồm có 24 khoa trực thuộc, các đơn vị nghiên cứu khoa học như Viện Khoa học Xã hội, Viện Khoa học Tự nhiên; ngoài ra còn có các trường phổ thông trực thuộc mà nổi tiếng nhất là Trường Trung học phổ thông chuyên. Trường còn có Phân hiệu Hà Nam trực thuộc. 

### Các khoa trực thuộc
| Khoa trực thuộc                       | Năm thành lập | Phụ trách đào tạo sinh viên đại học chuyên ngành | Phụ trách đào tạo sinh viên đại học chuyên ngành | Phụ trách đào tạo sinh viên đại học chuyên ngành | Phụ trách đào tạo sinh viên đại học chuyên ngành |
| ------------------------------------- | ------------- | ------------------------------------------------ | ------------------------------------------------ | ------------------------------------------------ | ------------------------------------------------ |
| Toán - Tin                            | 1951          | Sư phạm Toán học                                 | Sư phạm Toán học (Dạy Toán bằng tiếng Anh)       | Toán học                                         |                                                  |
| Vật lý                                | 1951          | Sư phạm Vật lí                                   | Sư phạm Vật lí (Dạy Vật lí bằng tiếng Anh)       | Vật lí học (vật lí bán dẫn và kĩ thuật)          | Sư phạm Khoa học tự nhiên                        |
| Hóa học                               | 1951          | Sư phạm Hóa học                                  | Sư phạm Hoá học (Dạy Hoá học bằng tiếng Anh)     | Hoá học                                          | Sư phạm Khoa học tự nhiên                        |
| Sinh học                              | 1951          | Sư phạm Sinh học                                 | Sinh học                                         | Công nghệ sinh học                               | Sư phạm Khoa học tự nhiên                        |
| Công nghệ Thông tin                   | 2003          | Sư phạm Tin học                                  | Công nghệ thông tin                              |                                                  |                                                  |
| Sư phạm Kỹ thuật                      | 1970          | Sư phạm Công nghệ - Giáo dục STEM                |                                                  |                                                  |                                                  |
| Ngữ văn                               | 1951          | Sư phạm Ngữ Văn                                  | Văn học                                          | Tiếng Việt và văn hoá Việt Nam                   |                                                  |
| Lịch sử                               | 1951          | Sư phạm Lịch sử                                  | Sư phạm Lịch sử - Địa lí                         | Lịch sử                                          |                                                  |
| Địa lý                                | 1956          | Sư phạm Địa lí                                   | Sư phạm Lịch sử - Địa lí                         |                                                  |                                                  |
| Triết học                             | 2011          | Triết học                                        |                                                  |                                                  |                                                  |
| Lý luận chính trị - Giáo dục công dân | 1976          | Giáo dục Công dân                                | Giáo dục Chính trị                               | Chính trị học (Kinh tế chính trị)                |                                                  |
| Giáo dục Tiểu học                     | 1983          | Giáo dục Tiểu học                                | Giáo dục Tiểu học - Sư phạm tiếng Anh            |                                                  |                                                  |
| Giáo dục Mầm non                      | 1985          | Giáo dục Mầm non                                 | Giáo dục Mầm non - Sư phạm tiếng Anh             |                                                  |                                                  |
| Giáo dục Quốc phòng                   | 2003          | Giáo dục Quốc phòng và An ninh                   |                                                  |                                                  |                                                  |
| Giáo dục Thể chất                     | 2001          | Giáo dục Thể chất                                |                                                  |                                                  |                                                  |
| Tiếng Anh                             | 2001          | Sư phạm Tiếng Anh                                | Ngôn ngữ Anh                                     |                                                  |                                                  |
| Tiếng Pháp                            | 2004          | Sư phạm Tiếng Pháp                               |                                                  |                                                  |                                                  |
| Ngôn ngữ và Văn hóa Trung Quốc        | 2024          | Ngôn ngữ Trung Quốc                              |                                                  |                                                  |                                                  |
| Nghệ thuật                            | 2003          | Sư phạm Âm nhạc                                  | Sư phạm Mỹ thuật                                 |                                                  |                                                  |
| Giáo dục Đặc biệt                     | 2001          | Giáo dục Đặc biệt                                | Hỗ trợ giáo dục người khuyết tật                 |                                                  |                                                  |
| Tâm lý Giáo dục                       | 1965          | Tâm lý học Giáo dục                              | Tâm lý học (Tâm lý học Trường học)               |                                                  |                                                  |
| Quản lý Giáo dục                      | 1951          | Quản lý Giáo dục                                 |                                                  |                                                  |                                                  |
| Việt Nam học                          | 2004          | Việt Nam học                                     | Quản trị dịch vụ du lịch và lữ hành              |                                                  |                                                  |
| Công tác Xã hội                       | 2011          | Công tác xã hội                                  | Xã hội học                                       |                                                  |                                                  |

|  | Sinh viên theo học ngành này được đăng ký hưởng trợ cấp theo nghị định 116/2020/NĐ-CP |

### Các trường phổ thông - mầm non trực thuộc
| Trường trực thuộc                                             | Năm thành lập   |
| ------------------------------------------------------------- | --------------- |
| Trường Mầm non Búp Sen Xanh                                   | 1 tháng 6, 2011 |
| Trường Tiểu học Nguyễn Tất Thành                              | 2019            |
| Trường Trung học Cơ sở - Trung học Phổ thông Nguyễn Tất Thành | 1998            |
| Trường Trung học Phổ thông chuyên                             | 1966            |

### Các cơ sở khác
- Nhà xuất bản Đại học Sư phạm
- Viện Khoa học Xã hội, Trường Đại học Sư phạm Hà Nội[10]
- Viện Khoa học Tự nhiên, Trường Đại học Sư phạm Hà Nội[11]
- Viện Giáo dục và Đào tạo Quốc tế

1. ↑  gồm Sư phạm chính quy, Sư phạm dạy bộ môn bằng tiếng Anh và Sư phạm chất lượng cao
2. ↑  Khoa Vật lý cùng với khoa Hóa học & Sinh học đào tạo Cử nhân Sư phạm Khoa học Tự nhiên
3. ↑  gồm Sư phạm chính quy, Sư phạm dạy bộ môn bằng tiếng Anh và Sư phạm chất lượng cao
4. ↑  gồm Sư phạm chính quy, Sư phạm dạy bộ môn bằng tiếng Anh và Sư phạm chất lượng cao
5. ↑  gồm Sư phạm chính quy, Sư phạm dạy bộ môn bằng tiếng Anh và Sư phạm chất lượng cao
6. ↑  Bao gồm Sư phạm chính quy và Sư phạm dạy bộ môn bằng tiếng Anh
7. ↑  Bao gồm Sư phạm chính quy và Sư phạm chất lượng cao
8. ↑  Khoa Lịch sử cùng với khoa Địa lý đào tạo Cử nhân Sư phạm Lịch sử - Địa lý
9. ↑  Bao gồm Sư phạm chính quy và Sư phạm chất lượng cao
10. ↑  Bao gồm Sư phạm chính quy và Sư phạm chất lượng cao

## Các cựu hiệu trưởng

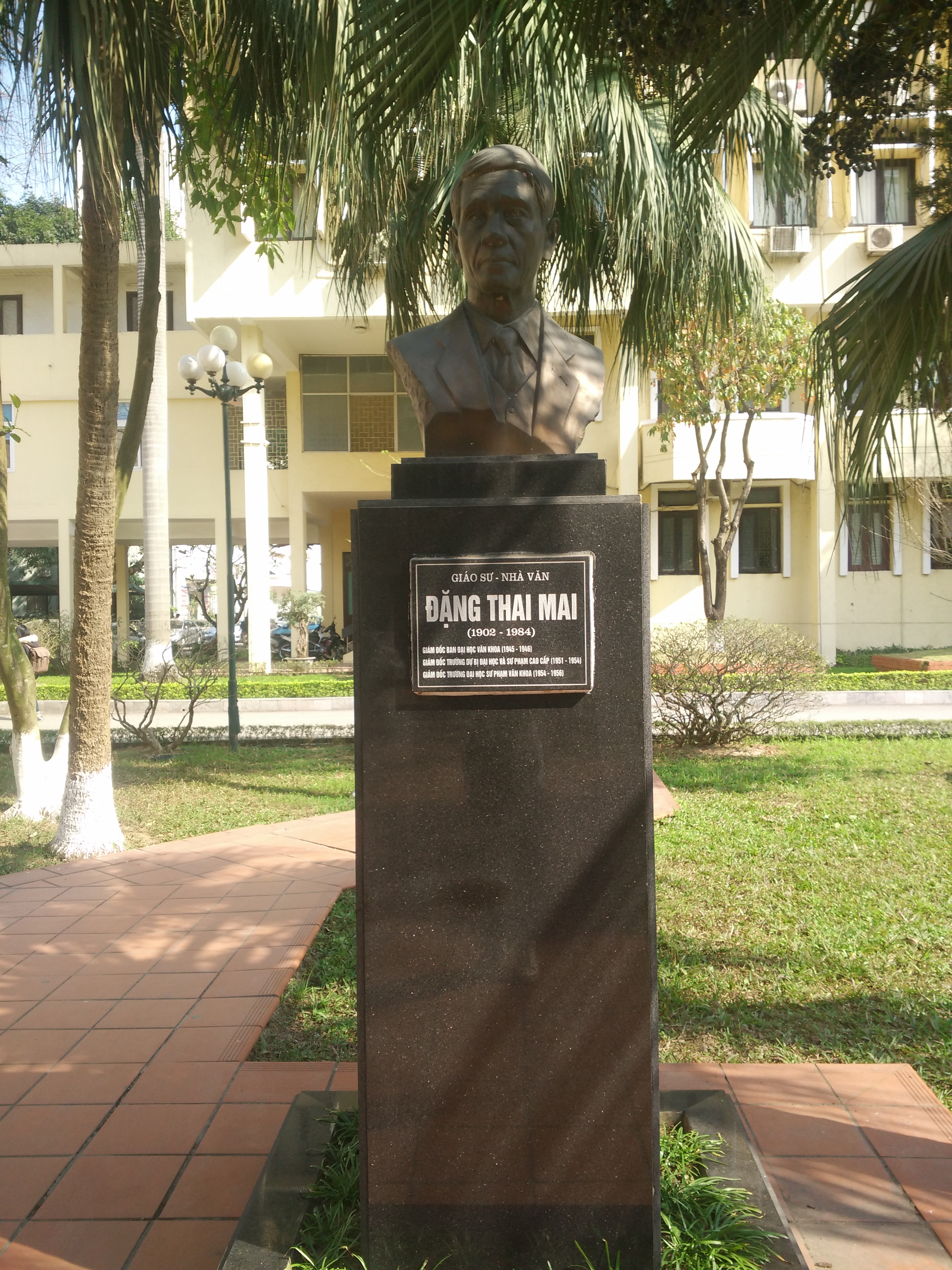
Tượng cố giáo sư Đặng Thai Mai trong khuôn viên trường

| #  | Họ tên            | Học hàm, học vị | Chuyên ngành    | Nhiệm kì                           |
| -- | ----------------- | --------------- | --------------- | ---------------------------------- |
| 1  | Lê Văn Thiêm      | GS. TSKH.       | Toán học        | 1951 - 1954                        |
| 2  | Đặng Thai Mai     | GS.             | Văn học         | 1954 - 1956                        |
| 3  | Phạm Huy Thông    | GS. VS.         | Sử học          | 1956 - 1966                        |
| 4  | Nguyễn Lương Ngọc | GS.             | Văn học         | 1967 - 1975                        |
| 5  | Nguyễn Cảnh Toàn  | GS. TSKH.       | Toán học        | 1967 - 1975                        |
| 6  | Dương Trọng Bái   | GS.             | Vật lý          | 1976 - 1980                        |
| 7  | Phạm Quý Tư       | PGS. TS.        | Vật lý          | 1980 - 1988                        |
| 8  | Vũ Tuấn           | GS. TS.         | Toán học        | 1988 - 1992                        |
| 9  | Nghiêm Đình Vỳ    | PGS. TS.        | Sử học          | 1992 - 1997                        |
| 10 | Đinh Quang Báo    | GS. TS.         | Sinh học        | 1997 - 2006                        |
| 11 | Nguyễn Viết Thịnh | GS. TS.         | Địa lý          | 2006 - 2012                        |
| 12 | Nguyễn Văn Minh   | GS. TS.         | Vật lý          | 20 tháng 4,2013 - 30 tháng 4, 2024 |
| 13 | Nguyễn Đức Sơn    | PGS.TS.         | Tâm lý Giáo dục | 1 tháng 5,2024 - nay               |

## Các giáo sư danh tiếng
- GS, NGND Nguyễn Lân: giảng viên khoa Tâm lý giáo dục, nhà từ điển học.[4]
- GS, NGND Đào Văn Tiến: Khoa Sinh học, Giải thưởng Hồ Chí Minh lần thứ nhất.
- GS, TSKH, NGND Bùi Văn Ba (Phương Lựu), Giải thưởng Hồ Chí Minh năm 2012 về Văn học cho cụm công trình Lý luận phê bình văn học phương Tây thế kỷ XX; Từ văn học so sánh đến thi học so sánh; Lý luận phê bình văn học; Phương pháp luận nghiên cứu văn học; Tư tưởng văn hoá văn nghệ của chủ nghĩa Mác phương Tây.[13]
- GS, TS Hoàng Xuân Sính, Nguyên Trưởng bộ môn Đại số, khoa Toán, nữ giáo sư toán học đầu tiên của Việt Nam. Người sáng lập, Chủ tịch hội đồng quản trị  Trường Đại học Thăng Long.
- GS, NGND Nguyễn Đình Chú: giảng viên cao cấp của khoa Ngữ văn [14].
- GS Phùng Văn Tửu: giảng viên khoa Ngữ Văn, Giải thưởng nhà nước về khoa học và công nghệ đợt 3 [15].
- GS, TS Nguyễn Mạnh Tường: luật sư, bị mất chức giáo sư vì có dính líu tới phong trào Nhân Văn - Giai Phẩm
- GS Lê Khả Kế: nhà từ điển học.
- GS Nguyễn Thúc Hào: Nguyên phó Hiệu trưởng trường

## Những cựu sinh viên nổi bật
- Cao Huy Đỉnh (1927-1975): Giáo sư, Nhà nghiên cứu văn hóa dân gian Việt Nam, Giải thưởng Hồ Chí Minh đợt I năm 1996;
- Nguyễn Văn Hiệu: Giáo sư, TSKH Vật lý, Viện sĩ Viện Hàn lâm khoa học Liên Xô, nguyên Ủy viên trung ương Đảng, giải thưởng Hồ Chí Minh đợt 1, nguyên Chủ tịch Hội Vật lý Việt Nam, nguyên Chủ tịch Viện Khoa học và Công nghệ Việt Nam;
- Nguyễn Văn Đạo: Giáo sư, TSKH Cơ học, Viện sĩ, nguyên giám đốc Đại học Quốc gia Hà Nội, nguyên chủ tịch Hội Cơ học Việt Nam, Giải thưởng Hồ Chí Minh;
- Nguyễn Khoa Điềm: nhà thơ Việt Nam, Trưởng ban Tư tưởng Văn hóa Trung ương, uỷ viên Bộ Chính trị Ban Chấp hành Trung ương Đảng Cộng sản Việt Nam khoá 9, nguyên Bộ trưởng Bộ Văn hoá - Thông tin Việt Nam;
- Vũ Đình Cự: Giáo sư, TSKH Vật lý, nguyên Phó chủ tịch Quốc hội Việt Nam, nguyên Ủy viên trung ương Đảng;
- Phan Đình Diệu: Giáo sư, TSKH Toán học, nguyên chủ tịch Hội Tin học Việt Nam, nguyên phó trưởng ban thường trực Ban chỉ đạo phát triển CNTT Việt Nam khóa 1;
- Nguyễn Thanh Hải: Phó Giáo sư, TS Vật lý, Ủy viên Ban chấp hành Trung ương Đảng khóa XIII, Bí thư Tỉnh ủy, Trưởng đoàn Đại biểu Quốc hội Việt Nam khóa 14 nhiệm kì 2016-2021 tỉnh Thái Nguyên, đại biểu quốc hội Việt Nam khóa 14 tỉnh Thái Nguyên;
- GS, TSKH, NGND Trần Kiên, nguyên trưởng Khoa Sinh học, Giải thưởng Hồ Chí Minh năm 2012 về Khoa học - Công nghệ cho cụm công trình Động vật chí và Thực vật chí Việt Nam [16];
- Dương Trung Quốc: Nhà sử học, Tổng thư ký Hội Khoa học Lịch sử Việt Nam, Đại biểu Quốc hội Việt Nam;
- Dương Thụ: Nhạc sĩ (tốt nghiệp khoa Văn);
- Phạm Tiến Duật: Nhà thơ;
- Nguyễn Đình Trí: Giáo sư, TS Toán học, nguyên chủ tịch Hội Toán học Việt Nam [17];
- Đoàn Quỳnh: Giáo sư Toán học [18];
- Đặng Hùng Thắng: Giáo sư, TSKH Toán học [19];
- Nguyễn Văn Khánh: Giáo sư, TS Vật lí; nguyên trưởng khoa khoa Vật lí, trường Đại học Sư phạm Hà Nội;
- Vũ Đình Hòa: Phó Giáo sư, TSKH Toán học; giảng viên khoa Công nghệ thông tin, trường Đại học Sư phạm Hà Nội; Giám đốc Trung tâm Tài năng trẻ FPT;
- Trần Đăng Hưng: Phó Giáo sư, TS Công nghệ Thông tin; trưởng khoa khoa Công nghệ thông tin, trường Đại học Sư phạm Hà Nội;
- Đỗ Đức Thái: Giáo sư, TSKH toán học, nguyên trưởng khoa Toán-Tin, Trường Đại học Sư phạm Hà Nội;
- Nguyễn Huy Thiệp: nhà văn (tốt nghiệp khoa Sử);
- Trần Khải Thanh Thủy: nhà bất đồng chính kiến với Đảng Cộng sản Việt Nam, nhà văn;
- Văn Như Cương: thành viên Hội đồng Giáo dục Quốc gia, Hiệu trưởng và sáng lập trường Trung học phổ thông Dân lập Lương Thế Vinh, Hà Nội.
- Đàm Bích Thủy: Chủ tịch Đại học Fulbright Việt Nam, Nguyên Giám đốc Văn phòng đại diện Ngân hàng Quốc gia úc tại Việt Nam, Nguyên Tổng giám đốc Ngân hàng Citibank Việt Nam.
- Lê Hải Trà: Nguyên Tổng giám đốc Sở giao dịch Chứng khoán TP HCM (HOSE)

## Tranh cãi

### Vụ tước bằng thạc sĩ Đỗ Thị Thoan
Đỗ Thị Thoan (bút danh là Nhã Thuyên) vốn là sinh viên K53 Khoa Ngữ Văn, Trường Đại học Sư phạm Hà Nội. Sau khi tốt nghiệp Đại học, cô tiếp tục theo học khóa cao học K18 tại trường này (năm học 2009 – 2010). Luận văn thạc sĩ Vị trí Của Kẻ Bên Lề: Thực Hành Thơ Của Nhóm Mở Miệng Từ Góc Nhìn Văn Hóa Lưu trữ ngày 20 tháng 10 năm 2016 tại Wayback Machine, của cô được hội đồng thẩm định của Trường Đại học Sư phạm Hà Nội đánh giá xuất sắc. Nhờ vậy, cô được ký hợp đồng ngắn hạn làm giảng viên giảng dạy môn Văn học Việt Nam hiện đại tại khoa Ngữ Văn trường Đại học Sư phạm Hà Nội từ tháng 9/2012. Cuối tháng 5/2013 khoa này cho biết có sức ép từ cơ quan an ninh nên họ không thể cho cô tiếp tục dạy. Đến đầu tháng 3 năm 2014, PGS TS Nguyễn Thị Bình, tổ trưởng Tổ Văn học Việt Nam hiện đại của Khoa Ngữ văn, người hướng dẫn Nhã Thuyên làm luận văn thạc sĩ, buộc phải về hưu sớm. Sau đó, ngày 27/3/2014, Nhã Thuyên thông báo, cô bị Phòng Sau Đại học của Trường Đại học Sư phạm Hà Nội mời đến để nhận các quyết định thu hồi bằng và hủy luận văn thạc sĩ của cô.